# Regiologie
Regiologie is een specialisatie binnen de regionale geografie. De term is geïntroduceerd door Piet Lukkes in 1974. De regiologie is gericht op wat Lukkes noemde de middelgrote regio in administratief-bestuurlijke zin. In september 1973 telde Nederland een 47-tal bestuurlijk-administratieve regio’s, die tot stand waren gekomen op basis van de Wet Gemeentelijke Regeling. Voorbeelden zijn stadsgewesten en agglomeraties en het openbaar lichaam Rijnmond.
De term is een samenstelling van de term regio en logos. Het eerste verwijst naar de regionale geografie, de tweede houdt in dat regiologie streeft naar generaliseerbare kennis, iets dat in de traditionele opvatting van regionale geografie niet voor de hand lag. Voor Lukkes moest de regiologie de prognose van toekomstige ruimtelijke ontwikkelingen expliciet tot haar taak rekenen. Bovendien is er speciale aandacht voor de ruimtevergende behoeften.